# Jérôme Brisard
 (Janvier 2025).
Jérôme Brisard, né le 24 mars 1986 à Châteaubriant, est un arbitre français de football qui officie en Ligue 1. Il est arbitre de la FIFA depuis 2018 et il est classé arbitre de première catégorie de l'UEFA. Il est licencié auprès du club mayennais du FA Laval.

## Carrière d'arbitre
En 2015, licencié aux FA Laval, Brisard commence à officier en Ligue 2, avant d'être promu en Ligue 1 dans la seconde moitié de la saison 2016-17. Il officie son premier match de Ligue 1 le 14 janvier 2017, entre Montpellier et Dijon. 
En 2018, il est inscrit sur la liste des arbitres de la FIFA. Le 17 février 2018, il arbitre un match de la Super League suisse entre Bâle et Saint-Gall. 
Il dirige son premier match de compétition UEFA le 12 juillet 2018, une rencontre entre le club albanais de Partizani et le club slovène de Maribor, lors du premier tour de qualification de la Ligue Europa. 
Il arbitre son premier match international senior le 15 novembre 2018, entre Israël et le Guatemala. 
Le 31 juillet 2020, Brisard dirige la finale de la Coupe de la Ligue 2020 entre le Paris Saint-Germain et l'Olympique lyonnais.
Le 21 avril 2021, Brisard est sélectionné comme arbitre assistant vidéo pour le championnat d'Europe 2020, qui se tient dans toute l'Europe en juin et juillet 2021,.
Il officie en tant qu'arbitre assistant vidéo lors de la première édition de la Finalissima féminine le 6 avril 2023.
Le 28 mai 2022, il est retenu aux côtés de Clément Turpin, Cyril Gringore et Nicolas Danos pour arbitrer la Finale de la Ligue des champions de l'UEFA 2021-2022 en tant qu'arbitre VAR.
Jérôme Brisard a participé à un échange d'arbitres avec la Suisse en 2018 et la Grèce en 2023,. Pour la saison 2024-2025 il est élu deuxième meilleur arbitre français par la Commission fédérale de l'arbitrage,,.